# گندمی آبزی
گندمی آبزی(نام علمی: Eleocharis acicularis) نام یک گونه از تیره جگنیان است.